# Por 30 Dinheiros
Por 30 Dinheiros é um filme brasileiro de 2005 dirigido por Vânia Perazzo Barbosa.

## Sinopse
Dois atores de um circo mambembe que encenava a paixão de Cristo fogem com o dinheiro arrecadado. Perseguidos pelo diretor do circo, atravessam diversas paisagens brasileiras e vivem várias aventuras.

## Elenco principal
- Osvaldo Mil ... Zé / Cristo
- Ilya São Paulo ... Lula / São Pedro
- Cláudia Alencar ... Anita / Madalena
- Fernando Teixeira ... Biu / Judas
- Fabíola Morais ... Mãe de santo
- Gal Cunha Lima ... Greice / serva
- Itamira Barbosa ... Lili / rumberita, anjo e demônio
- Emílio de Mello ... Morris Albert